# الإمبراطور تايزونج
الإمبراطور تايزونغ التانغي ((بالصينية: 唐太宗; البينيين: Táng Tàizōng; ويد–جيلز: T'ang T'ai-tsung)) (23 يناير 599 - 10 يوليو 649)، اسمه الحقيقي هو لي شيمين ((بالصينية: 李世民))، وهو ثاني إمبراطور من أسرة تانغ في الصين، وقد حكم من عام 626 إلى عام 649. ونظرًا لأنه هو من شجّع والده لي يوان (بعد ذلك الإمبراطور غاوزو) على الثورة ضد أسرة سوي الحاكمة في تاي يوان في عام 617 وما تلا ذلك من نجاحه في هزيمة منافسيه المهمين، فقد تم اعتباره بشكل رسمي كمؤسس مشترك للأسرة إلى جانب الإمبراطور غاوزو.
يُعتبر عادةً كأحد أفضل الأباطرة في التاريخ الصيني. وعلى مدار باقي التاريخ الصيني، كان حكم الإمبراطور تايزونغ يُعتبر النموذج المُحتذى وفي مقابله يُقاس كافة الأباطرة الآخرين، كما كان ينظر إلى فترة «حكمه جينغوان» ((بالصينية المبسطة: 贞观之治; بالصينية التقليدية: 貞觀之治; البينيين: Zhēnguān Zhī Zhì)) باعتبارها أحد العصور الذهبية في التاريخ الصيني الذي يتعين على أولياء العهد دراسته للاقتداء به. وخلال فترة حكمه، ازدهرت الصين من الناحية الاقتصادية والعسكرية. ولأكثر من قرن بعد وفاته، حظيت الصين بالسلام والرخاء. وفي أثناء عهد تايزونغ، كانت تانغ هي الدولة الأكبر والأقوى في العالم. فقد كانت تُغطي معظم الأراضي الصينية الحالية، والتي تشمل فيتنام، ومنغوليا ومعظم بلدان وسط آسيا وصولاً إلى كازاخستان الشرقية. وهي الأساس الذي قام عليه حكم شوانزونغ، والذي كان يُعتبر أفضل عصور الصين في أسرة تانغ.
في عام 630، أرسل الإمبراطور تايزونغ القائد العام لجيوشه لي جينغ في حملة ضد «توجو» الشرقية (الأتراك البدائيين) - والتي فيها تم إخضاع تانغ مرة واحدة - حيث هزم فيها أشينا دوبي جيالي خان وأسره وقام بتدمير سلطة «توجو» الشرقية. وقد جعل ذلك تانغ هي القوة المهيمنة في شرق ووسط آسيا، ولُّقب بالتالي الإمبراطور تايزونغ باسم تيان كيهان (أي «الخان المُقدس»).
على عكس العديد من النبلاء في هذا الوقت، كان الإمبراطور تايزونغ ذا مذهب عقلاني صريح حيث كان يحتقر الخرافات والادعاءات بوجود علامات من السماء بوضوح. وقد قام أيضًا بتعديل المناسك المهمة من أجل تخفيف عبء العمل الزراعي. وقد ورد عن المؤرخ الصيني الحديث بو يانغ أن الإمبراطور تايزونغ قد وصل إلى العظمة من خلال تحمله للانتقادات التي كان الآخرون يرون صعوبة في قبولها كما كان يحاول جاهدًا عدم الإساءة إلى سلطته المطلقة (باستخدام الإمبراطور يانغ من سوي كمثال سلبي)، بالإضافة إلى استغلاله لقدرات المستشارين مثل فانغ شوانلينغ، ودو روحيو ووي جينغ. وقد ثبت أيضًا أن زوجة الإمبراطور تايزونغ الإمبراطورة جانغسون كانت مساعدة تمتلك قدرات وإمكانات هائلة.

## وصلات خارجية
- The biographies of the sons (inTraditional Chinese)
- 唐太宗百字箴与百字铭